# A Teenager in Love
"A Teenager in Love" é uma canção escrita por Doc Pomus e Mort Shuman e originalmente gravada por Dion and the Belmonts, lançada em março de 1959. A canção é considerada uma das melhores canções na história do rock and roll.
Em 1970, foi feito um cover por Simon and Garfunkel, em seu último show como um duo no Estádio Forest Hills Tennis, no Queens, Nova York. Foi realizado um cover da canção em outras ocasiões, por exemplo Marty Wilde, Connie Stevens e the Mutations no the Muppet Show, por Less Than Jake em Goodbye Blue & White, e em 2002 por Red Hot Chili Peppers, sendo lançado como lado B do single "By the Way".